# 造物主の掟
『造物主の掟』（ライフメーカーのおきて、原題 Code of the Lifemaker）は、ジェイムズ・P・ホーガンによるSF小説。1983年発表。続編に『造物主の選択』(ライフメーカーのせんたく、原題 The Immortality Option)がある。

## あらすじ
遠い昔、地球外知的生命体によって建造された無人宇宙船が土星の衛星タイタンに着陸した。宇宙船には内蔵されたプログラムによって自己増殖し、鉱物資源を採掘・精練して故郷の星へ送り届ける任務を与えられたロボットが搭載されていたが、航行中に超新星のフレアを浴びた影響でプログラムに重大なバグが生じていたため、ロボットたちはひたすら採掘と自己増殖を続け、故障したロボットを解体するロボットは正常なロボットまで解体し始め、世代を重ねるごとに変異と淘汰を繰り返して「進化」していく。
21世紀、無人探査機によってタイタンに生物がいるらしいことを知ったアメリカとヨーロッパは共同で大規模な調査隊を派遣する。売れっ子の自称心霊術師ザンベンドルフも、学会に影響力を持つ信奉者の手配で調査隊に加わった。タイタンは機械生命の世界であり、人間に似た姿の「タロイド」たちが中世ヨーロッパと同じようなレベルの文明を築いていた。アメリカの利益のためにタロイドたちの宗教的迷信を利用しようとする調査隊上層部の考えや、科学の目で物事を見ようとしたために迫害される少数派タロイドの存在を知ったザンベンドルフと仲間たちは、彼らを助けるために一世一代の大ペテンを仕掛ける。

## 登場人物

### 地球人
カール・ザンベンドルフ
著名な心霊術師。50代で長身、やや太り気味で襟まで伸ばした髪と刺すような目に白く染めた顎髭と神秘的な雰囲気を漂わせる男。大衆や科学者の前で数多くの奇跡を実演してみせ人気を集めている。だが奇跡の真相はチーム全員で協力して行う情報収集やトリック、心理誘導の賜物であった。正直で勤勉な人間ほど損をしペテン師やいかさま師ほど得をする社会なのだと学んだ19歳の彼は、ならば自分も世間が望むものを演じてみせようと始めた心霊術師ビジネスで一躍成功を収めていった。GSCEから火星でのESP実験を提案されたが、それは実験の結果ではなく宇宙開発の広告塔としての役割を期待してのことだろうとチームは推測し宇宙船オリオン号に乗り込む。船内に積み込まれる装備や人員が火星を想定したものではないということに気づいたチーム達は情報を収集し推測を重ね、生放送でオリオン号の行き先はタイタンであり地球外生命の調査が目的だと暴露してしまう。タイタンに到着後はタロイド達とのファーストコンタクトで重要な役割を果たす。
オットー・アバカーン
ザンベンドルフのビジネスパートナー。痩せ型で髭を伸ばした色の浅黒いアルメニア人。影からザンベルドルのビジネスを支援する。過去にザンベンドルフを詐欺にかけようとしたが見破られてしまい、逆にスカウトされチームに加わった。
ドルー・ウェスト
ザンベンドルフのマネージャー。かつてはショービジネスの世界で働いていた。
クラリッサ・アイドスタット
ザンベンドルフの広報担当者。短い黒髪、太縁の眼鏡、濃い口紅の女性。元パイロット。
ジョー・フェルバーグ
ザンベンドルフのボディーガード。身長190cmのボクサー上がりで軍の元情報部員の黒人男性。
セルマ
ザンベンドルフの秘書。金髪の若い女性。物理学と数学の博士号を持っている。
ジェロルド・マッシー
認知心理学者にして舞台奇術師。50代くらいだが額は大きく禿げ上がり、濃い髭のいかつい顔をしたメリーランド大学の認知心理学教授。一流の舞台奇術師でもあり、これまでに何度も霊能力者や超能力者のインチキを暴いてきた。NASOの計画主任の1人に、火星でのESP実験の監視役を依頼され、オリオン号に乗船する。
ヴァーノン・プライス
マッシーの助手。ウェーブのかかった髪と鋭い目が特徴の20代後半の青年。マッシーに同行しオリオン号に乗船する。

オズモンド・ペリエラ
ザンベンドルフに心酔している中年の禿げた博士。彼が書いたザンベンドルフについてもっともらしく説明した疑似科学書はベストセラーとなった。ザンベンドルフ達のチームではないが派遣団に同行する。
デイヴ・クルックス
電子工学の専門家。ザンベンドルフに協力している。

### 機械人/タロイド
( )内は地球人からの呼び名。
〈 〉内は機械人達の間で使われる役職のようなもの。
サーグ (ガリレオ) 〈禁断の設問者〉
機械の森に住む研究者。銅を祖編みにした茶色い上衣を着込み、陶板を綴り合せた赤いマントを羽織っている。レックスという名の機械犬を飼っている。
グルーアク (モーセ) 〈お告げの聴聞者〉
ライフメーカー信仰に篤いタロイド。サーグの兄。ワイア織りの長衣、表層破砕機の車輪皮でできた帽子、炭素繊維の黒いマント、車輪皮のサンダルを身につけた長身。
クライパー (アーサー)
カーソジアの統治者。金色の板金の長衣、ロイヤルブルーのセラミック環を綴った短いマントを羽織った若きタロイド。
ドーンヴァルド (ランスロット卿) 〈奴隷解放者〉
カーソジアの将軍。炭素の染み込んだ積層板の濃い髭を蓄えた大柄のタロイド。
フレネリク
クロアキシア王国の大僧官。有機質のウロコが生えた頭飾りと、ワイア織りの上に炭素繊維や高分子連鎖で刺繍が施された長衣を着ている。
レックス
サーグの飼っている機械犬(メカニン)。裁断刃、集音角などを持っている。

## 用語
タイタン
氷と岩の大地を持ち雲に覆われた土星の衛星。制御を失った自己複製工業技術による採掘と建造の産物が広大な領域に渡って広がり、機械達の生態系を構築している。機械部品の製造や動物やタロイドを組み立てる工場の森や、製造された機械部品を他の工場に届けるベルトコンベアの河、リサイクルできない残骸や廃棄物を溶かす還元炉などがある。
機械人《ロビーイング》/タロイド
タイタンで進化を遂げた直立二足歩行で自意識を持つロボット。高周波の音声パルスで会話し、顔面の熱分布パターンの変化が表情。金属製の服を着て、機械の動物達を飼いならし、擬似植物で育てた家に住み、自らを創り出したという造物主《ライフメーカー》を崇拝している。地球の中世西欧のような封建社会性の文明を持つ。自らのことは機械人《ロビーイング》と呼称している。タロイドは地球人がギリシャ神話の青銅の人造人間タロスにちなんで名付けた。
クロアキシア王国
国王エスケンデロムが治める国。大僧官フレネリクが権力を振るっており、《ライフメーカー》信仰に背く国民に対して弾圧を行なっている。
GSEC(総合宇宙計画公社、ゼネラル・スペース・エンタープライズ・コーポレーション)
民間の組織であり豊富な資金源を持つ。幹部達はタイタンの豊富な工業資源を狙い内政干渉を目論む。
NASO(北大西洋宇宙機構、ノース・アトランティック・スペース・オーガニゼーション)
NASA、ESA、NATO、ヨーロッパ・アメリカ軍民などが合併してできた宇宙開発組織。
オリオン号
大型惑星間宇宙船。大量の積荷と人員を載せて運べ、熱核推進で進む。

## 書誌情報（日本語訳）
造物主（ライフメーカー）シリーズ 東京創元社 創元SF文庫 翻訳:小隅黎 カバー:加藤直之
- 造物主の掟 1985年9月13日 ISBN 4-488-66307-9
- 造物主の選択 1999年1月29日 ISBN 4-488-66320-6